# Tom Roes
Tom Roes (Amsterdam, 12 april 1980) is een Nederlandse programmamaker en televisiepresentator. Hij volgde een opleiding Media & Cultuur (UvA) en werkte voor de studentenzender Campus TV.
De doorbraak van Roes kwam met zijn rol als verslaggever voor CQC. Sinds 2014 presenteert hij De Rekenkamer. Voor 3Lab maakte hij in 2015 de programma's De hackers en Back to 2015. Ook schrijft hij artikelen voor het satirisch blog De Speld. In seizoen 2014/2015 won hij het programma De Slimste Mens.

## Oeuvre (onvolledig)
Tom Roes heeft meegewerkt aan talloze programma's en online initiatieven.

- CQC (Veronica) | Verslaggever | 2009
- Geenstijl | Verslaggever | 2010
- Bij ons in de BV (KRO) | Editor | 2010
- De Rekenkamer (KRO) | Verslaggever, Regisseur | 2010 - 2014
- Keuringsdienst van Waarde (KRO) | Regisseur | 2011 - 2013
- Eureka (KRO) | Regisseur | 2013
- Fotostudio De Jong (VPRO) | Regisseur | 2014
- Pieter in de Prehistorie (VPRO) | Regisseur | 2014
- Back to 2015 (3LAB) | Regisseur | 2015 | Back to 2015 op YouTube
- Zondag met Lubach (VPRO) | Itemregisseur | 2015
- De Slimste Mens (KRO-NCRV) | Winnaar | 2015 | De Slimste Mens 23-01-2015, waarin Roes de finale wint
- Mindf*ck (AVROTROS) | Samensteller | 2015
- Broodje Gezond | Regisseur | 2016
- De Proefkeuken | Regisseur | 2016
- Survival Guide to the Dutch | Oprichter
- De Speld | Regisseur, schrijver
- Telegraafpareltjes | Oprichter
- Ontdopen.nl | Oprichter